# Kalendarium trzeciego rządu Mateusza Morawieckiego
Kalendarium trzeciego rządu Mateusza Morawieckiego opisuje powołanie trzeciego rządu Mateusza Morawieckiego, zmiany na stanowiskach ministrów, sekretarzy stanu, podsekretarzy stanu, wojewodów i wicewojewodów, a także zmiany personalne na kierowniczych stanowiskach w urzędach centralnych podległych Radzie Ministrów.

## Proces powołania rządu
- 13 listopada 2023 – Prezydent RP Andrzej Duda desygnował ponownie Mateusza Morawieckiego na urząd premiera, powierzając mu misję utworzenia nowego rządu[1].
- 27 listopada 2023 – Prezydent RP Andrzej Duda powołał i zaprzysiągł Prezesa Rady Ministrów wraz ze składem Rady Ministrów[2][3].
- 11 grudnia 2023 – Mateusz Morawiecki wygłosił exposé programowe, po czym nie uzyskał w Sejmie wotum zaufania[4]. Zgodnie z art. 162 pkt 3 Konstytucji Rzeczypospolitej Polskiej rządowi powierzono sprawowanie obowiązków do czasu powołania nowej rady ministrów[5][6].
- 13 grudnia 2023 – W związku z zaprzysiężeniem trzeciego rządu Donalda Tuska rząd Mateusza Morawieckiego zakończył działalność[7].

## Powołania i odwołania

### Rok 2023
| Powołanie | Odwołanie |
| 27 listopada 2023 | 27 listopada 2023 |
| --- | --- |
| - Mateusza Morawieckiego na urząd prezesa Rady Ministrów, - Mariusza Błaszczaka na urząd ministra obrony narodowej, - Doroty Bojemskiej na urząd ministra rodziny i polityki społecznej, - Dominiki Chorosińskiej na urzędy ministra kultury i dziedzictwa narodowego oraz przewodniczącej Komitetu do spraw Pożytku Publicznego, - Danuty Dmowskiej-Andrzejuk na urząd ministra sportu i turystyki, - Alvina Gajadhura na urząd ministra infrastruktury, - Anny Gembickiej na urząd ministra rolnictwa i rozwoju wsi, - Małgorzaty Jarosińskiej-Jedynak na urząd ministra funduszy i polityki regionalnej, - Andrzeja Kosztowniaka na urząd ministra finansów, - Ewy Krajewskiej na urząd ministra zdrowia, - Anny Łukaszewskiej-Trzeciakowskiej na urząd ministra klimatu i środowiska, - Marleny Maląg na urząd ministra rozwoju i technologii, - Marzeny Małek na urząd ministra aktywów państwowych, - Krzysztofa Szczuckiego na urząd ministra edukacji i nauki, - Pawła Szefernakera na urząd ministra spraw wewnętrznych i administracji, - Szymona Szynkowskiego vel Sęka na urząd ministra spraw zagranicznych, - Marcina Warchoła na urząd ministra sprawiedliwości, - Izabeli Antos na urząd ministra-członka Rady Ministrów oraz na stanowisko szefa Kancelarii Prezesa Rady Ministrów, - Jacka Ozdoby na urząd ministra-członka Rady Ministrów. | – |
| listopad 2023 | |
| – | - Rafała Romanowskiego ze stanowisk sekretarza stanu w Ministerstwie Rolnictwa i Rozwoju Wsi oraz pełnomocnika rządu ds. kształtowania ustroju rolnego (powołany na te stanowiska 8 lutego 2022), - Błażeja Pobożego ze stanowiska podsekretarza stanu w Ministerstwie Spraw Wewnętrznych i Administracji (powołany na to stanowisko 4 września 2019), - Karoliny Rudzińskiej ze stanowiska podsekretarza stanu w Kancelarii Premiera (powołana na to stanowisko w listopadzie 2022), - Artura Sobonia ze stanowiska sekretarza stanu w Ministerstwie Finansów (powołany na to stanowisko 24 stycznia 2022), - Anny Tyśkiewicz-Mazur ze stanowiska wiceprezesa Rządowego Centrum Legislacji (powołana na to stanowisko 1 listopada 2020). |
| 4 grudnia 2023 | |
| - Adama Guibourgé-Czetwertyńskiego, podsekretarza stanu w Ministerstwie Klimatu i Środowiska, na stanowisko pełnomocnika Rządu ds. strategicznej infrastruktury energetycznej. | – |
| 7 grudnia 2023 | |
| – | - Anny Chałupy ze stanowisk podsekretarza stanu w Ministerstwie Finansów i zastępcy szefa Krajowej Administracji Skarbowej (powołana na te stanowiska 16 kwietnia 2020). |
| 8 grudnia 2023 | |
| - Anny Chałupy na stanowisko Generalnego Inspektora Informacji Finansowej. | - Sebastiana Skuzy ze stanowisk sekretarza stanu w Ministerstwie Finansów (powołany na to stanowisko 1 czerwca 2020) oraz Generalnego Inspektora Informacji Finansowej (powołany na to stanowisko 18 stycznia 2021). |
| 13 grudnia 2023 | |
| – | - Mateusza Morawieckiego z urzędu prezesa Rady Ministrów (powołany na ten urząd 27 listopada 2023), - Mariusza Błaszczaka z urzędu ministra obrony narodowej (powołany na ten urząd 27 listopada 2023), - Doroty Bojemskiej z urzędu ministra rodziny i polityki społecznej (powołana na ten urząd 27 listopada 2023), - Dominiki Chorosińskiej z urzędów ministra kultury i dziedzictwa narodowego oraz przewodniczącej Komitetu do spraw Pożytku Publicznego (powołana na te urzędy 27 listopada 2023), - Danuty Dmowskiej-Andrzejuk z urzędu ministra sportu i turystyki (powołana na ten urząd 27 listopada 2023), - Alvina Gajadhura z urzędu ministra infrastruktury (powołany na ten urząd 27 listopada 2023), - Anny Gembickiej z urzędu ministra rolnictwa i rozwoju wsi (powołana na ten urząd 27 listopada 2023), - Małgorzaty Jarosińskiej-Jedynak z urzędu ministra funduszy i polityki regionalnej (powołana na ten urząd 27 listopada 2023), - Andrzeja Kosztowniaka z urzędu ministra finansów (powołany na ten urząd 27 listopada 2023), - Ewy Krajewskiej z urzędu ministra zdrowia (powołana na ten urząd 27 listopada 2023), - Anny Łukaszewskiej-Trzeciakowskiej z urzędu ministra klimatu i środowiska (powołana na ten urząd 27 listopada 2023), - Marleny Maląg z urzędu ministra rozwoju i technologii (powołana na ten urząd 27 listopada 2023), - Marzeny Małek z urzędu ministra aktywów państwowych (powołana na ten urząd 27 listopada 2023), - Krzysztofa Szczuckiego z urzędu ministra edukacji i nauki (powołany na ten urząd 27 listopada 2023), - Pawła Szefernakera z urzędu ministra spraw wewnętrznych i administracji (powołany na ten urząd 27 listopada 2023), - Szymona Szynkowskiego vel Sęka z urzędu ministra spraw zagranicznych (powołany na ten urząd 27 listopada 2023), - Marcina Warchoła z urzędu ministra sprawiedliwości (powołany na ten urząd 27 listopada 2023), - Izabeli Antos z urzędu ministra-członka Rady Ministrów (powołana na ten urząd 27 listopada 2023) oraz ze stanowisk szefa Kancelarii Prezesa Rady Ministrów (powołana na to stanowisko 27 listopada 2023) i przewodniczącej Stałego Komitetu Rady Ministrów, - Jacka Ozdoby z urzędu ministra-członka Rady Ministrów (powołany na ten urząd 27 listopada 2023), - Krzysztofa Kubowa ze stanowisk sekretarza stanu w Kancelarii Premiera oraz szefa Gabinetu Politycznego Prezesa Rady Ministrów (powołany na te stanowiska 21 listopada 2019), - Piotra Müllera ze stanowisk sekretarza stanu w Kancelarii Premiera oraz rzecznika prasowego rządu (powołany na te stanowiska 21 listopada 2019), - Jana Dziedziczaka ze stanowisk sekretarza stanu w Kancelarii Premiera oraz pełnomocnika rządu ds. Polonii i Polaków za Granicą (powołany na te stanowiska 19 grudnia 2019), - Norberta Maliszewskiego ze stanowisk sekretarza stanu w Kancelarii Premiera (powołany na to stanowisko w październiku 2021) oraz szefa Rządowego Centrum Analiz (powołany na to stanowisko w sierpniu 2021), - Tadeusza Kościńskiego ze stanowiska sekretarza stanu w Kancelarii Premiera (powołany na to stanowisko 22 czerwca 2022), - Stanisława Żaryna ze stanowisk sekretarza stanu w Kancelarii Premiera oraz pełnomocnika rządu ds. Bezpieczeństwa Przestrzeni Informacyjnej RP (powołany na te stanowiska 9 września 2022), - Andrzeja Klarkowskiego ze stanowisk podsekretarza stanu w Kancelarii Premiera oraz zastępcy szefa Kancelarii Premiera (powołany na te stanowiska w październiku 2022), - Jarosława Wenderlicha ze stanowisk podsekretarza stanu w Kancelarii Premiera (powołany na to stanowisko 3 stycznia 2020) oraz wiceprzewodniczącego Stałego Komitetu Rady Ministrów (powołany na to stanowisko 20 stycznia 2020), - Adama Andruszkiewicza ze stanowiska sekretarza stanu w Ministerstwie Cyfryzacji (powołany na to stanowisko w maju 2023), - Sebastiana Kalety ze stanowiska sekretarza stanu w Ministerstwie Sprawiedliwości (powołany na to stanowisko 10 czerwca 2019), - Michała Wosia ze stanowiska sekretarza stanu w Ministerstwie Sprawiedliwości (powołany na to stanowisko 12 października 2020), - Marcina Romanowskiego ze stanowiska sekretarza stanu w Ministerstwie Sprawiedliwości (powołany na to stanowisko w listopadzie 2023), - Macieja Małeckiego ze stanowiska sekretarza stanu w Ministerstwie Aktywów Państwowych (powołany na to stanowisko 5 grudnia 2019), - Jana Kanthaka ze stanowisk sekretarza stanu w Ministerstwie Aktywów Państwowych (powołany na to stanowisko 12 listopada 2021) oraz pełnomocnika rządu ds. strategicznych inwestycji zagranicznych spółek z udziałem Skarbu Państwa (powołany na to stanowisko 29 listopada 2022), - Marka Wesołego ze stanowisk sekretarza stanu w Ministerstwie Aktywów Państwowych oraz pełnomocnika rządu ds. transformacji spółek energetycznych i górnictwa węglowego (powołany na te stanowiska 1 marca 2023), - Stanisława Szweda ze stanowiska sekretarza stanu w Ministerstwie Rodziny i Polityki Społecznej (powołany na to stanowisko 7 października 2020), - Pawła Wdówika ze stanowisk sekretarza stanu w Ministerstwie Rodziny i Polityki Społecznej oraz pełnomocnika rządu ds. osób niepełnosprawnych (powołany na te stanowiska 7 października 2020), - Anny Schmidt ze stanowisk sekretarza stanu w Ministerstwie Rodziny i Polityki Społecznej oraz pełnomocnika rządu ds. równego traktowania (powołana na te stanowiska 7 października 2020), - Anity Czerwińskiej ze stanowisk sekretarza stanu w Ministerstwie Rodziny i Polityki Społecznej oraz pełnomocnika rządu ds. ekonomii społecznej (powołana na te stanowiska 2 czerwca 2022), - Ireneusza Zyski ze stanowisk sekretarza stanu w Ministerstwie Klimatu i Środowiska oraz pełnomocnika rządu ds. Odnawialnych Źródeł Energii (powołany na te stanowiska w październiku 2020), - Małgorzaty Golińskiej ze stanowisk sekretarza stanu w Ministerstwie Klimatu i Środowiska oraz głównego konserwatora przyrody (powołana na te stanowiska w październiku 2020), - Edwarda Siarki ze stanowisk sekretarza stanu w Ministerstwie Klimatu i Środowiska oraz pełnomocnika rządu ds. leśnictwa i łowiectwa (powołany na te stanowiska w październiku 2020), - Grzegorza Piechowiaka ze stanowisk sekretarza stanu w Ministerstwie Rozwoju i Technologii oraz pełnomocnika rządu ds. inwestycji zagranicznych (powołany na te stanowiska 17 sierpnia 2021), - Piotra Uścińskiego ze stanowiska sekretarza stanu w Ministerstwie Rozwoju i Technologii (powołany na to stanowisko 26 sierpnia 2021), - Olgi Semeniuk-Patkowskiej ze stanowisk sekretarza stanu w Ministerstwie Rozwoju i Technologii oraz pełnomocnika rządu ds. ds. Małych i Średnich Przedsiębiorstw (powołana na te stanowiska 17 sierpnia 2021), - Macieja Wąsika ze stanowisk sekretarza stanu w Ministerstwie Spraw Wewnętrznych i Administracji (powołany na to stanowisko 25 listopada 2019) oraz zastępcy koordynatora służb specjalnych i sekretarza Kolegium ds. Służb Specjalnych (powołany na te stanowiska 24 listopada 2015), - Rafała Webera ze stanowiska sekretarza stanu w Ministerstwie Infrastruktury (powołany na to stanowisko 4 kwietnia 2019), - Marka Gróbarczyka ze stanowisk sekretarza stanu w Ministerstwie Infrastruktury oraz pełnomocnika rządu ds. gospodarki wodą, inwestycji w gospodarce morskiej i wodnej (powołany na te stanowiska 17 listopada 2020), - Waldemara Kraski ze stanowisk sekretarza stanu w Ministerstwie Zdrowia oraz pełnomocnika rządu ds. Państwowego Ratownictwa Medycznego (powołany na te stanowiska 1 sierpnia 2019), - Andrzeja Gut-Mostowego ze stanowisk sekretarz stanu w Ministerstwie Sportu i Turystyki oraz pełnomocnika Prezesa Rady Ministrów ds. promocji polskiej marki (powołany na te stanowiska 27 października 2021), - Arkadiusza Czartoryskiego ze stanowisk sekretarza stanu w Ministerstwie Sportu i Turystyki oraz pełnomocnika rządu ds. rozwoju sportu dzieci i młodzieży (powołany na te stanowiska 27 lipca 2022), - Anny Krupki ze stanowiska sekretarza stanu w Ministerstwie Sportu i Turystyki (powołana na to stanowisko 27 października 2021), - Marzeny Machałek ze stanowisk sekretarza stanu w Ministerstwie Edukacji i Nauki oraz pełnomocnika rządu ds. wspierania wychowawczej funkcji szkoły i placówki, edukacji włączającej oraz kształcenia zawodowego (powołana na te stanowiska 10 marca 2017), - Dariusza Piontkowskiego ze stanowiska sekretarza stanu w Ministerstwie Edukacji i Nauki (powołany na to stanowisko 23 października 2020), - Włodzimierza Bernackiego ze stanowisk sekretarza stanu w Ministerstwie Edukacji i Nauki oraz pełnomocnika rządu ds. monitorowania wdrażania reformy szkolnictwa wyższego i nauki (powołany na te stanowiska 3 listopada 2020), - Wojciecha Murdzka ze stanowisk sekretarza stanu w Ministerstwie Edukacji i Nauki oraz pełnomocnika rządu ds. reformy funkcjonowania instytutów badawczych (powołany na te stanowiska 17 listopada 2020), - Tomasza Rzymkowskiego ze stanowisk sekretarza stanu w Ministerstwie Edukacji i Nauki (powołany na to stanowisko 22 stycznia 2021) oraz pełnomocnika rządu ds. rozwoju i umiędzynarodowienia edukacji i nauki (powołany na to stanowisko 3 maja 2022), - Marcina Horały ze stanowisk sekretarza stanu w Ministerstwie Funduszy i Polityki Regionalnej (powołany na to stanowisko 15 kwietnia 2022) oraz pełnomocnika rządu ds. Centralnego Portu Komunikacyjnego RP (powołany na to stanowisko 28 lipca 2022), - Jadwigi Emilewicz ze stanowisk sekretarza stanu w Ministerstwie Funduszy i Polityki Regionalnej oraz pełnomocnika rządu ds. polsko-ukraińskiej współpracy rozwojowej (powołana na te stanowiska 15 maja 2023), - Lecha Kołakowskiego ze stanowisk sekretarza stanu w Ministerstwie Rolnictwa i Rozwoju Wsi oraz pełnomocnika rządu ds. działań związanych z wystąpieniem Afrykańskiego Pomoru Świń na terytorium Rzeczypospolitej Polskiej (powołany na te stanowiska 1 grudnia 2021), - Janusza Kowalskiego ze stanowisk sekretarz stanu w Ministerstwie Rolnictwa i Rozwoju Wsi oraz pełnomocnika rządu ds. transformacji energetycznej obszarów wiejskich (powołany na te stanowiska 15 września 2022), - Ryszarda Bartosika ze stanowiska sekretarza stanu w Ministerstwie Rolnictwa i Rozwoju Wsi (powołany na to stanowisko 29 października 2020), - Jarosława Sellina ze stanowisk sekretarza stanu w Ministerstwie Kultury i Dziedzictwa Narodowego (powołany na to stanowisko 20 listopada 2015) oraz Generalnego Konserwatora Zabytków (powołany na to stanowisko 1 stycznia 2022), - Szymona Giżyńskiego ze stanowiska sekretarza stanu w Ministerstwie Kultury i Dziedzictwa Narodowego (powołany na to stanowisko 1 grudnia 2021), - Arkadiusza Mularczyka ze stanowisk sekretarza stanu w Ministerstwie Spraw Zagranicznych (powołany na to stanowisko 28 października 2022) oraz pełnomocnika rządu ds. Odszkodowań za Szkody Wyrządzone Agresją i Okupacją Niemiecką w latach 1939–1945, - Pawła Jabłońskiego ze stanowiska sekretarza stanu w Ministerstwie Spraw Zagranicznych (powołany na to stanowisko w listopadzie 2023), - Jarosława Lindenberga ze stanowiska podsekretarza stanu w Ministerstwie Spraw Zagranicznych (powołany na to stanowisko 11 września 2023), - Wojciecha Gerwela ze stanowiska podsekretarza stanu w Ministerstwie Spraw Zagranicznych (powołany na to stanowisko 6 grudnia 2022), - Macieja Karasińskiego ze stanowiska dyrektora generalnego służby zagranicznej w Ministerstwie Spraw Zagranicznych (powołany na to stanowisko w kwietniu 2021), - Piotra Rychlika ze stanowiska Szef Służby Zagranicznej (powołany na to stanowisko 26 sierpnia 2023), - Wandy Zwinogrodzkiej ze stanowiska podsekretarza stanu w Ministerstwie Kultury i Dziedzictwa Narodowego (powołana na to stanowisko w kwietniu 2023), - Eweliny Owczarskiej ze stanowiska podsekretarza stanu w Ministerstwie Funduszy i Polityki Regionalnej (powołana na to stanowisko 15 czerwca 2023), - Macieja Miłkowskiego ze stanowiska podsekretarza stanu w Ministerstwie Zdrowia (powołany na to stanowisko 18 czerwca 2018), - Piotra Brombera ze stanowiska podsekretarza stanu w Ministerstwie Zdrowia (powołany na to stanowisko 13 września 2021), - Marcina Martyniaka ze stanowiska podsekretarza stanu w Ministerstwie Zdrowia (powołany na to stanowisko 7 kwietnia 2022), - Bartosza Grodeckiego ze stanowiska podsekretarza stanu w Ministerstwie Spraw Wewnętrznych i Administracji (powołany na to 3 marca 2020), - Kamili Król ze stanowiska podsekretarza stanu w Ministerstwie Rozwoju i Technologii (powołana na to stanowisko 16 maja 2022), - Piotra Dziadzio ze stanowisk podsekretarza stanu w Ministerstwie Klimatu i Środowiska, głównego geologa kraju oraz pełnomocnika rządu ds. Polityki Surowcowej Państwa (powołany na te stanowiska w październiku 2020), - Adama Guibourgé-Czetwertyńskiego ze stanowisk podsekretarza stanu w Ministerstwie Klimatu i Środowiska (powołany na to stanowisko w październiku 2020) oraz pełnomocnika rządu ds. strategicznej infrastruktury energetycznej (powołany na to stanowisko 4 grudnia 2023), - Barbary Sochy ze stanowisk podsekretarza stanu w Ministerstwie Rodziny i Polityki Społecznej oraz pełnomocnika rządu ds. polityki demograficznej (powołana na te stanowiska 7 października 2020), - Karola Rabendy ze stanowiska podsekretarza stanu w Ministerstwie Aktywów Państwowych (powołany na to stanowisko 9 września 2021), - Piotra Pyzika ze stanowisk podsekretarza stanu w Ministerstwie Aktywów Państwowych (powołany na to stanowisko 15 listopada 2021) oraz pełnomocnika ds. dialogu społecznego (powołany na to stanowisko w marcu 2023), - Piotra Ciepluchy ze stanowiska podsekretarza stanu w Ministerstwie Sprawiedliwości (powołany na to stanowisko 6 kwietnia 2023), - Pawła Lewandowskiego ze stanowiska podsekretarza stanu w Ministerstwie Cyfryzacji (powołany na to stanowisko w maju 2023). |

## Powołania i odwołania w administracji rządowej
| Powołanie | Odwołanie |
| listopad 2023 | listopad 2023 |
| --- | --- |
| – | - Lecha Wojciechowskiego ze stanowiska zastępcy szefa Agencji Bezpieczeństwa Wewnętrznego (powołany na to stanowisko 1 lutego 2022). |
| 1 grudnia 2023 | |
| - Pawła Ostrowskiego na stanowisko zastępcy prezesa Agencji Mienia Wojskowego.                                           | – |
| 2 grudnia 2023 | |
| - Pawłowi Pławiakowi, zastępcy dyrektora Instytutu Łączności, powierzenie obowiązków dyrektora Instytutu Łączności.      | – |
| 5 grudnia 2023 | |
| – | - Piotra Jastrzębskiego ze stanowiska zastępcy prezesa Agencji Mienia Wojskowego (powołany na to stanowisko 19 lutego 2018). |
| 7 grudnia 2023 | |
| - Dariuszowi Augustyniakowi, I zastępcy Komendanta Głównego Policji, powierzenie obowiązków Komendanta Głównego Policji. | - Jarosława Szymczyka ze stanowiska Komendanta Głównego Policji (powołany na to stanowisko 13 kwietnia 2016), - Rafała Mikusińskiego ze stanowiska zastępcy przewodniczącego Komisji Nadzoru Finansowego (powołany na to stanowisko 11 marca 2019). |
| 8 grudnia 2023 | |
| - Sebastiana Skuzy na stanowisko zastępcy przewodniczącego Komisji Nadzoru Finansowego.                                  | – |